# Western
Pour les articles homonymes, voir Western (homonymie).
Le western est un genre cinématographique dont l'action se déroule généralement en Amérique du Nord, plus spécifiquement aux États-Unis, lors de la conquête de l'Ouest dans les dernières décennies du XIXe siècle. Ce sous-genre du film historique apparaît dès l'invention du cinématographe en 1895 prenant pour sujet l'Ouest américain. Il connaît son apogée aux États-Unis au milieu du XXe siècle avec l'âge d'or des studios hollywoodiens, avant d'être réinventé par les cinéastes européens dans les années 1960.

## Définitions et délimitations du genre
"Plaines grises dénuées d'obstacles, montagnes ardues et lumineuses, chevaux et gens en pleine animalité, intensité de la vie simple qui permet le rythme, le relief, la beauté et qui donne un éclat d'humanité incomparable au sentiment toujours imple - amour, devoir, vengeance - qui y surgit" (Louis Delluc) 
Il est courant de circonscrire le western à son décor (le territoire des États-Unis) et à la période qu'il représente, qui s'étend de la fin de la guerre de Sécession à la disparition de la Frontière sauvage (soit 1865-1890)[réf. nécessaire]. Le genre, toutefois, ne saurait être totalement défini par ces deux caractères. L'action des Désaxés (The Misfits), qui peut être rattaché au western, se déroule au XXe siècle. On a également coutume de rattacher au genre des œuvres se déroulant durant la guerre de Sept Ans, comme Le Dernier des Mohicans, ainsi que des films retraçant la guerre d'Indépendance contre les Anglais. Mais paradoxalement ce sujet n'a été que très rarement exploité par le cinéma américain. Comme l'écrit Roger Tailleur :

« Sans doute veut-on le limiter parfois entre le Mississippi et le Pacifique et pendant quelques-unes des dernières décennies du XIXe siècle. En fait, de l'Alaska au Mexique (du Grand Sam à Vera Cruz), du XVIe siècle à John Kennedy et à sa « New Frontier » (de Seven Cities of Gold, qui retrace l'expédition de Coronado découvrant les cités de Cibola, Acama, Tiguex, Quivira, aux « westerns » contemporains du type Le Plus Sauvage d'entre tous (Hud) ou Lonely are the brave), c'est toute l'ère post-colombienne de l'hémisphère Nord qui est mise à contribution. »

## Origines
Le western, littéralement « de l'ouest », trouve ses origines au plus profond de l'histoire des États-Unis. Il retrace un épisode symbolique de la naissance de la nation Américaine. La rude conquête de l'Ouest, la sanglante guerre de Sécession et les guerres indiennes qui se sont déroulées au XIXe siècle témoignent de la douleur qui fut nécessaire à la construction du pays.

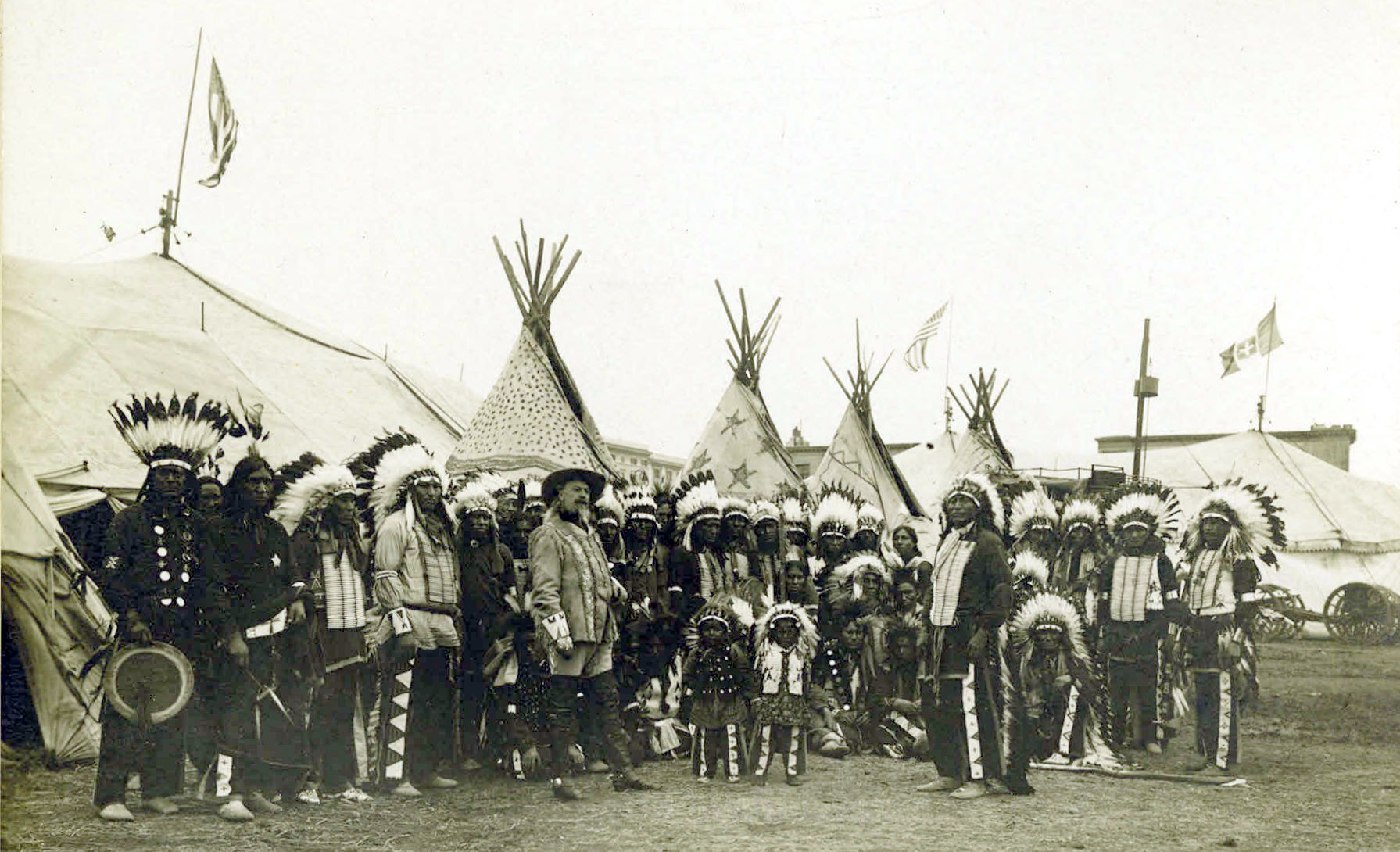
Le Wild West Show de Buffalo Bill en 1890

Avant d'être un genre cinématographique, le Far West était un sujet de littérature. Des romans de James Fenimore Cooper (Histoires de Bas-de-Cuir, dont le célèbre Le Dernier des Mohicans, deuxième volume de la série, parut en 1836) au développement des dime novels dans la seconde moitié du XIXe siècle, les aventures dans l'Ouest sauvage sont apparues comme une source de divertissement pour le public de l'Est. Les auteurs étaient américains mais aussi européens avec Karl May en Allemagne ou Gustave Aimard en France. À partir des années 1880, le Far West fut le thème de nombreux spectacles dont le célèbre Wild West Show de Buffalo Bill. La reproduction de l'Ouest est alors certes romancée, mais elle est aussi empreinte de réalité puisque nombre de ses personnages y vécurent une partie de leur vie : Buffalo Bill avait chassé le bison, Gustave Aimard avait été trappeur, etc.

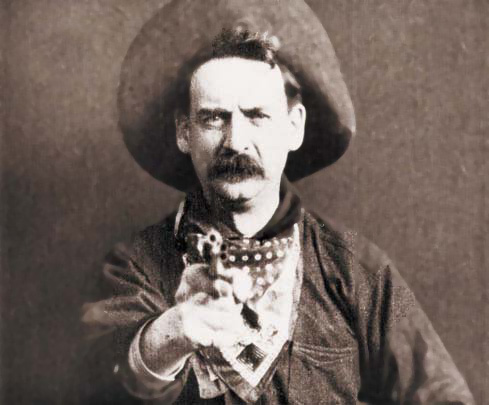
Le Vol du grand rapide (1903)

En 1900, le thème est populaire depuis longtemps et il devient donc naturellement une source d'inspiration pour les pionniers de l'industrie cinématographique. Le statut de premier western est accordé à Le Vol du grand rapide (The Great Train Robbery en version originale)
tourné en 1903. Ce film de douze minutes montre l'attaque d'un train par des bandits à cheval. Ce genre de production s'inspire directement de faits récents comme les exploits du Wild Bunch dans les années 1890.
Très vite, le western prendra ses libertés vis-à-vis de la réalité. Le cinéma a largement mythifié des éléments centraux comme le cow-boy. Au départ simple vacher, ce personnage fut transformé en héros vertueux aux qualités irréprochables. Le western a aussi construit une légende autour de figures emblématiques telles que Billy the Kid et Jesse James. Il s'est inspiré de faits comme la fusillade d'O.K. Corral, qui fut mise en scène dans de nombreux films. À la fin de L'Homme qui tua Liberty Valance, une phrase résume l'essence du western : « This is the West, sir. When the legend becomes fact, print the legend. », traduite en français en « Quand la légende est plus belle que la réalité, imprimez la légende ! ».

## Histoire

### Cinéma muet
(mai 2025).

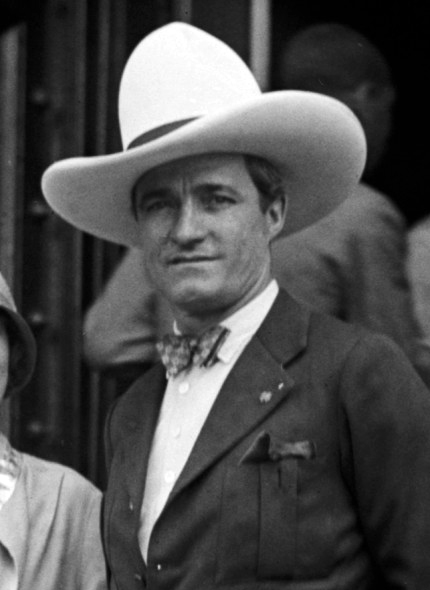
Tom Mix en 1925.

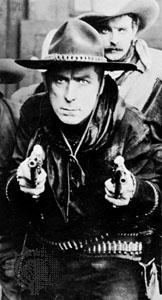
William S. Hart dans The Gun Fighter (1917).

À l'aube du XXe siècle, la conquête de l'Ouest est à peine terminée et les acteurs et les décors à disposition sont authentiques. Toutefois, la plupart des premiers films américains sont tournés sur la côte est, avant que les studios ne déménagent à Hollywood vers 1910. Les premiers enregistrements sur le Far West montrent des scènes contemporaines du tournage et n'ont aucune volonté historique.
En France, Joë Hamman, Folco de Baroncelli et Jean Durand réalisent de 1909 à 1914, une vingtaine de films dits western camarguais, dans les décors naturels de la Camargue, donnant l'illusion des paysages de l'ouest américain.
À cette époque, le western n'est pas un genre à proprement parler. Le terme est plutôt utilisé en tant qu'adjectif pour qualifier les comédies ou les mélodrames se déroulant dans l'ouest, comme ceux de D. W. Griffith par exemple. On parle de « western comedies », « western romances », etc. Le terme s'impose en tant que genre à part entière seulement à partir des années 1920.
La première star du western est Gilbert M. Anderson (Broncho Billy Anderson), qui fut très actif dès 1908. C'est lui qui développa à l'écran le personnage du cow-boy et surtout celui du hors-la-loi réformé. Les deux grandes vedettes du western muet arrivèrent dans les années 1910 : William S. Hart et Tom Mix. Les deux comédiens étaient diamétralement opposés. Hart était un acteur venu du théâtre et ses westerns sont empreints de sérieux et de réalisme. Mix, quant à lui, était un champion de rodéo. C'était un cavalier hors pair et ses films jouent sur le côté spectaculaire sans s'attarder sur les sentiments,. Là où Hart préférait porter des vêtements traditionnels, Mix arborait des costumes excentriques aux couleurs flamboyantes.
Hart et Mix obtinrent tous les deux un succès immense, mais c'est le style de Mix qui trouva le plus de successeurs,. Dans les années 1920, les scènes de cirque et de rodéo prennent une place importante dans le western. Les artisans du genre sont parfois de véritables acrobates comme Ken Maynard ou Yakima Canutt. La comédie burlesque a aussi une grande influence sur le western qui intègre régulièrement des rôles à caractère humoristique. Les stars foisonnent durant cette décennie : Harry Carey, Jack Hoxie, Hoot Gibson, Buck Jones, Jack Holt, Tim McCoy, Fred Thomson, Gary Cooper, Art Acord et bien d'autres accèdent chacun leur tour à la popularité.
L'action des westerns muets étant le plus souvent contemporaine du tournage, on voit y apparaître au cours du temps des signes de modernité comme le téléphone et la voiture. Mais en contraste, le genre acquiert aussi sa dimension historique avec l'apparition des westerns épiques. La Caravane vers l'Ouest (1923) raconte l'histoire d'un convoi de pionniers en 1848, Le Cheval de fer (1924) retrace la construction du premier chemin de fer transcontinental dans les années 1860 et Trois Sublimes Canailles (1926) traite de la ruée vers l'or en 1876. Ces films se concentrent davantage sur l'histoire de l'Ouest et placent les côtés mélodramatiques et sentimentaux au second plan. Ils imposent certains codes du genre comme la traversée de la rivière par les convois et troupeaux.
Les pionniers du western durant l'époque du cinéma muet hors Amérique sont Joë Hamman qui invente le premier western français et Giacomo Puccini qui crée avec son opéra La fanciulla del West le premier western spaghetti.
Joë Hamman tourne Cow-boy en 1906 — le premier western selon lui — et Le Desperado en 1907, pour la firme Lux. Après sa rencontre avec Folco de Baroncelli-Javon, il tourne ses films en Camargue, faisant appel au réalisateur chevronné Jean Durand.

### Série B
Le premier western parlant, In Old Arizona, tourné dans le parc national de Zion en 1928, montre qu'il est possible de surmonter les difficultés liées à la prise de son en extérieur. En 1930 sort La Piste des géants, présenté à l'époque comme « le film le plus important jamais produit ». Tourné au format large avec le procédé Grandeur, il devait être une révolution technologique. Mais le film s'avère être un désastre commercial car le format 70 mm utilisé nécessite de rééquiper toutes les salles de cinéma, or la conjoncture économique liée à la Grande Dépression n'y est pas favorable. Cet échec marque en quelque sorte l'extinction des grands westerns pour près d'une dizaine d'années,.
En 1930, avec l'apparition du double programme, le western se tourne clairement vers la série B dont il devient le plus grand représentant,. Ce western B s'inscrit droit dans la lignée des productions à bas budget instaurées par Tom Mix quelques années auparavant. Dès 1932, la plupart des stars du western muet s'y sont reconverties avec succès : Hoot Gibson, Ken Maynard, Buck Jones, Tim McCoy…
Le western B connaît durant les années 1930 et 1940 une popularité qu'il est difficile de s'imaginer, d'autant plus qu'il fut peu distribué en dehors des États-Unis. Le succès du western dans la série B peut s'expliquer par ses coûts extrêmement faibles : certains films sont tournés en quelques jours avec un budget aussi bas que 10 000 $,,. Ils durent généralement entre cinquante et soixante minutes. Rien que sur les années 1930, environ un millier de ces productions voient le jour,.
Les stars tournent typiquement les films en série pour un même producteur. C'est pourquoi les décors utilisés sont souvent identiques et les scénarios se ressemblent fort d'un film à l'autre. Les films sont stéréotypés et ne cherchent en aucun cas l'originalité. Les cowboys sont des héros parfaits dotés d'une morale inébranlable. Les méchants sont facilement identifiables à l'aide de signes distinctifs comme la moustache et le chapeau noir. La limite entre les deux camps est donc clairement tracée et souvent infranchissable. Cette formule est majoritairement destinée à un public fidèle dont les enfants font notamment partie.
En 1935, la mode du cowboy chantant est lancée par Gene Autry, qui passe de la radio au grand écran. Il est suivi par Tex Ritter et surtout Roy Rogers. Autry et Rogers atteignent une célébrité extraordinaire. En tête de tous les classements, ils font partie des acteurs les mieux payés d'Hollywood dans les années 1940. Dans les années 1950, avec le déclin du western B, tous les deux se tourneront vers la télévision et animeront chacun leur émission. Plusieurs autres stars du western B se convertissent au petit écran, comme William Boyd, dont les aventures de Hopalong Cassidy sont adaptées en série télévisée en 1952.

### Période classique

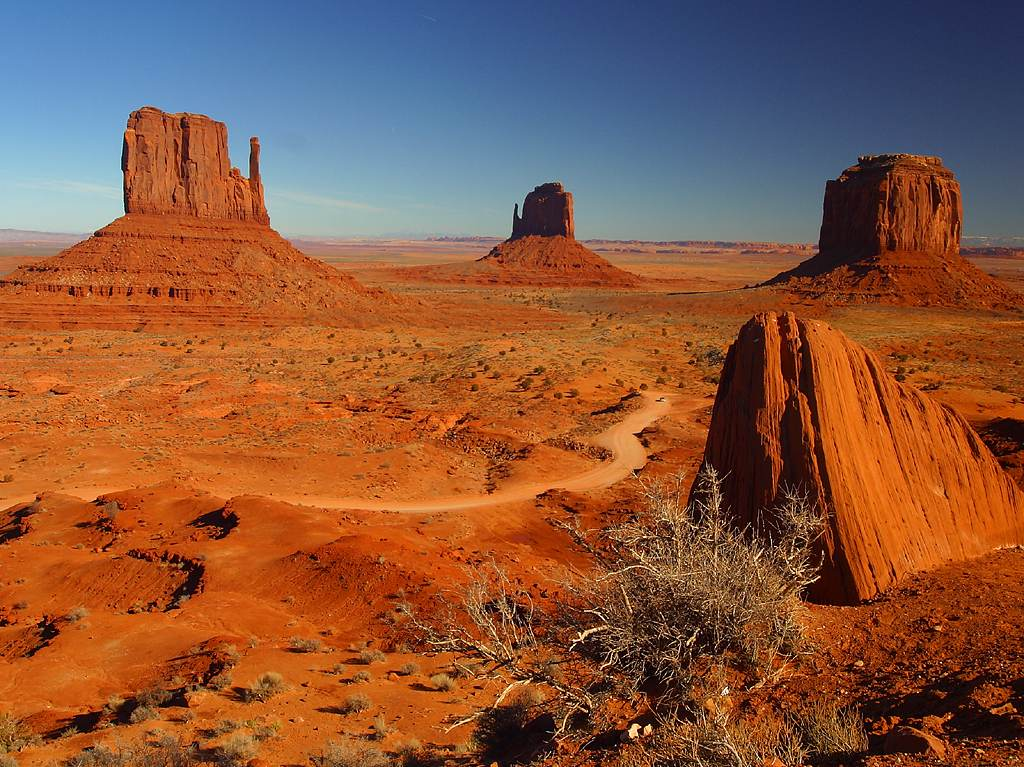
Le paysage typique du western : Monument Valley

La Grande Dépression de 1929 a paradoxalement propulsé les grands studios dans l'âge d'or d'Hollywood. La période classique du western est souvent identifiée comme s'étalant des années 1930 aux années 1950. C'est La Chevauchée fantastique (1939) de John Ford qui fera définitivement sortir le genre de la série B. Le film inaugure l'ère de prospérité du western, qui atteindra son apogée durant les années 1950.
Durant ces années, le western est un genre dominant du cinéma américain. Plusieurs acteurs ont connu la gloire ou tout simplement lancé leur carrière grâce à lui : Randolph Scott ou John Wayne. Certains, comme Karl Malden ou Lee Marvin, y incarnèrent avec succès de sordides crapules. D'autres s'illustrèrent dans des seconds rôles dont l'importance n'est pas moindre, tels que Walter Brennan ou Andy Devine.
L'élément caractéristique du western classique est le manichéisme exacerbé avec lequel est dépeint l'Ouest, et par là le schéma plus général « des bons et des méchants » qu'il véhicule. Les personnages sont stéréotypés, du héros sans travers au bandit sans foi ni loi[réf. nécessaire]. Les Indiens sont considérés comme des « sauvages » ennemis de la civilisation et font pendant longtemps partie du camp des mauvais (La Chevauchée fantastique, 1939). L'armée américaine est quant à elle valeureuse et bienfaisante (La Charge héroïque, 1949, Rio Grande, 1950). Les femmes sont toujours des êtres distingués et protégés (La Poursuite infernale, 1946 )[réf. nécessaire]. Ce manichéisme apparent est souvent l'articulation de l'action : le bon shérif contre les bandits (Le train sifflera trois fois, 1952, Un jeu risqué, 1955, Règlements de comptes à OK Corral, 1957, Rio Bravo, 1959), les cultivateurs contre les éleveurs (L'Homme des vallées perdues, 1953), les gens de la ville contre ceux du cru, l'homme de loi contre le shérif véreux, etc. Il met en scène des types d'histoires et de valeurs universelles, ce qui a contribué à populariser le genre dans le monde entier.

### Western spaghetti
Dans les années 1960, en dépit de quelques derniers succès comme Les Sept Mercenaires, le genre perd de la vitesse aux États-Unis. Les grandes productions, en dépit de budgets de plus en plus importants, ne parviennent pas à enrayer le déclin. Le renouveau du western vient alors paradoxalement d'Europe, et en particulier des réalisateurs italiens qui lui insufflent une seconde jeunesse, avec ce qui sera nommé le western spaghetti.
Faisant la synthèse d'influences multiples, Sergio Leone établit les codes et usages de cette sous-catégorie de western en réalisant quelques-uns des meilleurs films de ce nouveau genre (la Trilogie du dollar et Il était une fois dans l'Ouest). Le schéma manichéen récurrent est délaissé pour mettre en scène des personnages bien plus complexes et divers[réf. nécessaire]. Les héros deviennent par exemple des chasseurs de primes sans éthique et n'hésitent pas à enfreindre la loi (Et pour quelques dollars de plus). La violence se fait plus explicite et graphique via des scènes récurrentes de torture (Django, 1966, Le Bon, la Brute et le Truand, 1966), de viol (La mort était au rendez-vous, 1967) ou de massacre (Le Grand Silence, 1968), préfigurant le western crépusculaire.
Le western spaghetti est aussi caractérisé par des prises de vues particulières, telles que les gros plans, accompagnant l'aspect hautement caricatural des scènes. La musique est également très typique. Elle a une grande importance, elle fait partie intégrante du film et retentit aux moments clés. L'Italien Ennio Morricone en a composé les plus grandes réussites.
Malgré sa courte durée de vie, le western spaghetti a une influence monumentale sur la culture contemporaine. Le genre italien divise les spectateurs de manière parfois marquée entre ses partisans et les partisans du western américain, pour qui il n'est qu'une médiocre parodie.

### Western camembert

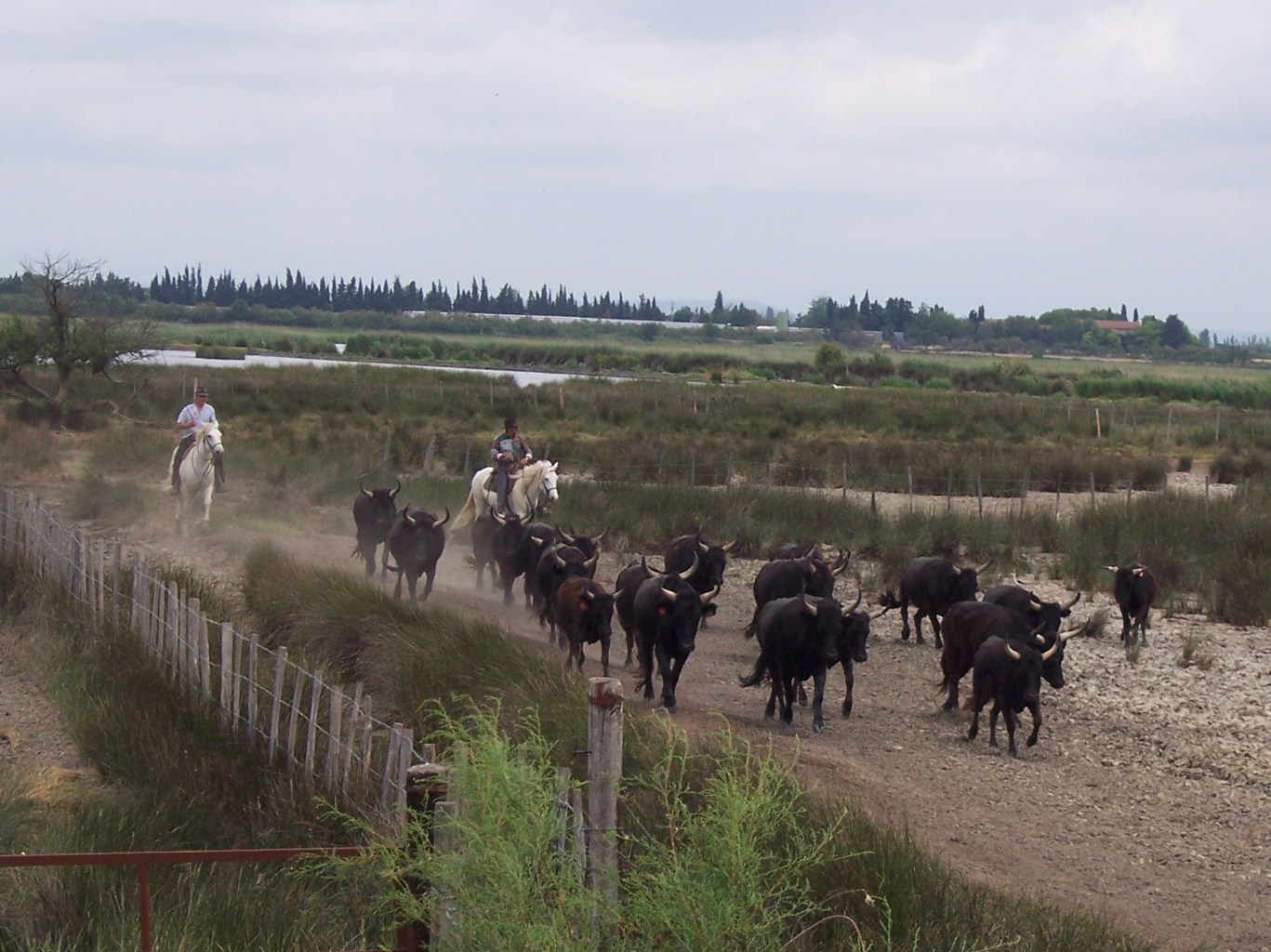
Paysage de Camargue

Le terme « western camembert », également connu sous l'appellation de « western bouillabaisse » ou de « western camarguais », où les scènes étaient essentiellement tournées en Camargue,, désigne les films de westerns muets produits en France par Joë Hamman, Folco de Baroncelli et Jean Durand de 1909 à 1914.

### Ostern ou Western rouge
Les westerns produits en Union soviétique et dans les pays du bloc de l'Est sont surnommés, selon leur pays d'origine, « Bortsch westerns » (en Union soviétique), « Sauerkraut westerns » (en Allemagne de l'Est) et « Goulash westerns » (en Hongrie).

### Meat pie western ou Western australien
En Australie, par analogie avec les westerns spaghettis italiens, on parle de « Meat pie westerns »,.

### Western crépusculaire

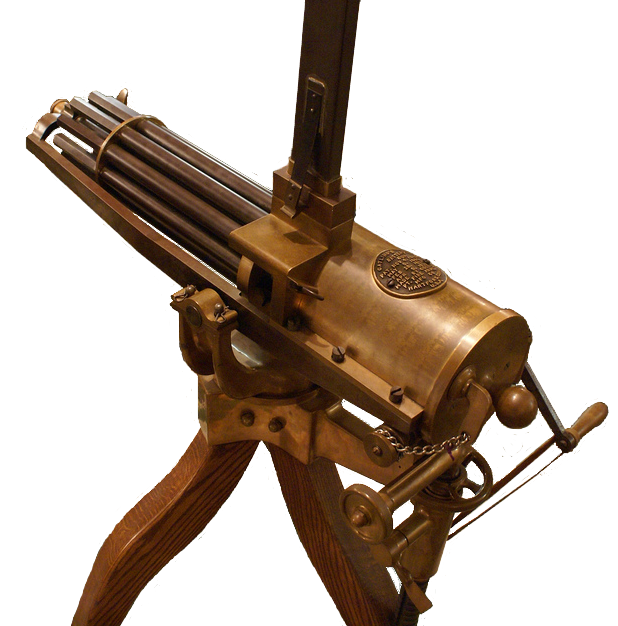
La Gatling, arme par excellence du western crépusculaire

Les théoriciens du cinéma ne s'entendent pas quant à la « naissance » du western crépusculaire, sous-catégorie psychologisante et mélancolique qui porte en son sein une conscience (très critique) de l’histoire du western. Pour certains, l'un des premiers films à dénoncer le racisme des pionniers blancs et à déconstruire les stéréotypes est, dès 1957, Du sang dans le désert d'Anthony Mann,. D'autres experts (dont Jean-Louis Leutrat) affirment que par son western L'Homme qui tua Liberty Valance (1962), c'est John Ford qui instaure lentement un processus autoréflexif caractéristique de ce genre cinématographique. D'autres comme Georges-Albert Astre et Albert-Pierre Hoareau puis Christian Gonzalez en attribuent la paternité à Sam Peckinpah et à son Coups de feu dans la Sierra (1961). L'essor du western crépusculaire dans les années 1960 est, en tout cas, lié à l'abrogation définitive des lois moralistes Hays, rendant ainsi légal dans le cinéma américain la représentation d'une violence très explicite et de la figure du criminel sympathique.
Aux États-Unis, depuis les années 1970, des réalisateurs comme Clint Eastwood ou Sam Peckinpah ont réalisé des westerns dits « crépusculaires »[réf. nécessaire]. Tout comme dans le western italien, l'héroïsme manichéen des cow-boys classiques a cédé la place à des personnages ambivalents, qui s'affranchissent sans difficulté de la frontière ténue entre le bien et le mal (L'Homme des Hautes Plaines, 1973). Tous les protagonistes sont aussi mauvais les uns que les autres. Le cow-boy des années 1940 est devenu un antihéros qui erre au gré des évènements dans un monde où il ne trouve plus sa place, où la brutalité est sa seule issue. Les personnages féminins sont essentiellement des prostituées, elles fument et boivent, comme dans Pendez-les haut et court (1968). Les valeurs morales de la période classique sont littéralement bafouées. Y apparaissent des éléments incongrus tels que le dromadaire de coups de feu dans la Sierra, (on a tenté d'acclimater ces animaux en Arizona en 1857) l'automobile de la Horde Sauvage, le side-car de Un nommé Cable Hogue, la bicyclette de Butch Cassidy et le Kid.
Le crépusculaire met en scène une violence encore plus exaltée que le « spaghetti ». Le meilleur exemple en est La Horde sauvage (1969) de Sam Peckinpah, où le sang est omniprésent, les blessures mises en valeur, et où la fusillade finale est un gigantesque massacre. De même, on assiste à des scènes cruelles comme le viol dans Josey Wales hors-la-loi (1976). Le summum de la violence et de la cruauté est atteint dans Les Huit Salopards de Tarantino en 2015.
Les dernières grandes réussites du genre, telles qu'Impitoyable (1992) de Clint Eastwood ou L'Assassinat de Jesse James par le lâche Robert Ford (2007) d'Andrew Dominik, dressent paradoxalement un constat d'échec et d'impasse du western. Comme une dérive du genre vers la sortie, plusieurs crépusculaires comme La Colère de Dieu (1972) se situent lors de la révolution mexicaine, épisode marquant en quelque sorte la fin de la conquête de l'Ouest. Ils prennent alors parfois plus l'allure d'un film de guerre que d'un western.
Depuis l'invention du cinéma, près de sept mille westerns ont été tournés.

## Lieux de tournage
La mise en avant de grandes étendues naturelles est une caractéristique essentielle du western. Elle est consécutive à l'unité de lieu inaltérable qu'est l'Ouest sauvage. Le western est donc clairement un genre d'extérieur. Malgré l'existence d'exceptions comme Rio Bravo (1959), les studios d'Hollywood sont généralement insuffisants pour représenter les vastes étendues du Far-West. Pour obtenir un minimum de réalisme, il est nécessaire pour les cinéastes de trouver des horizons naturels.

### Lieux publics

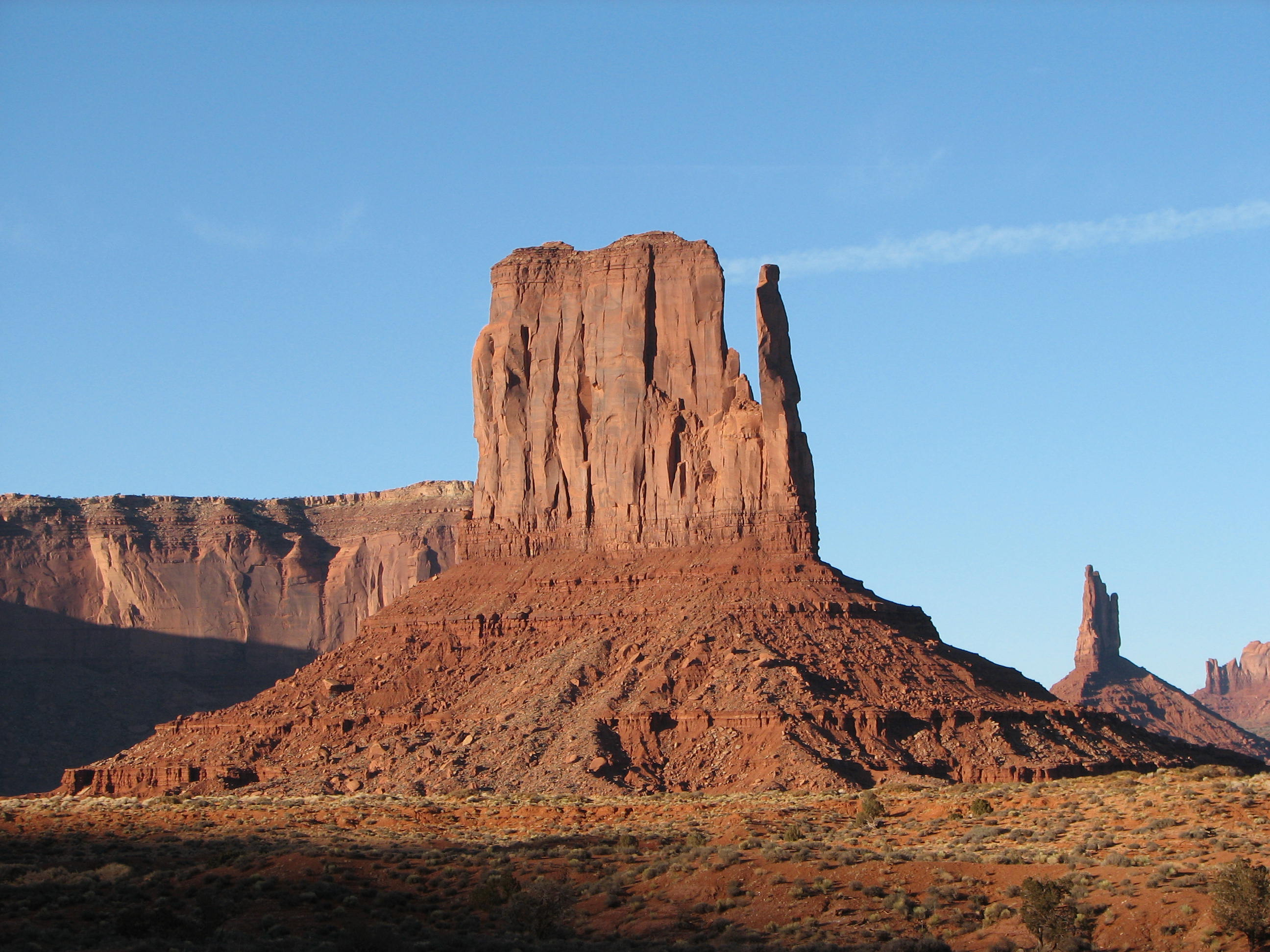
Monument Valley.

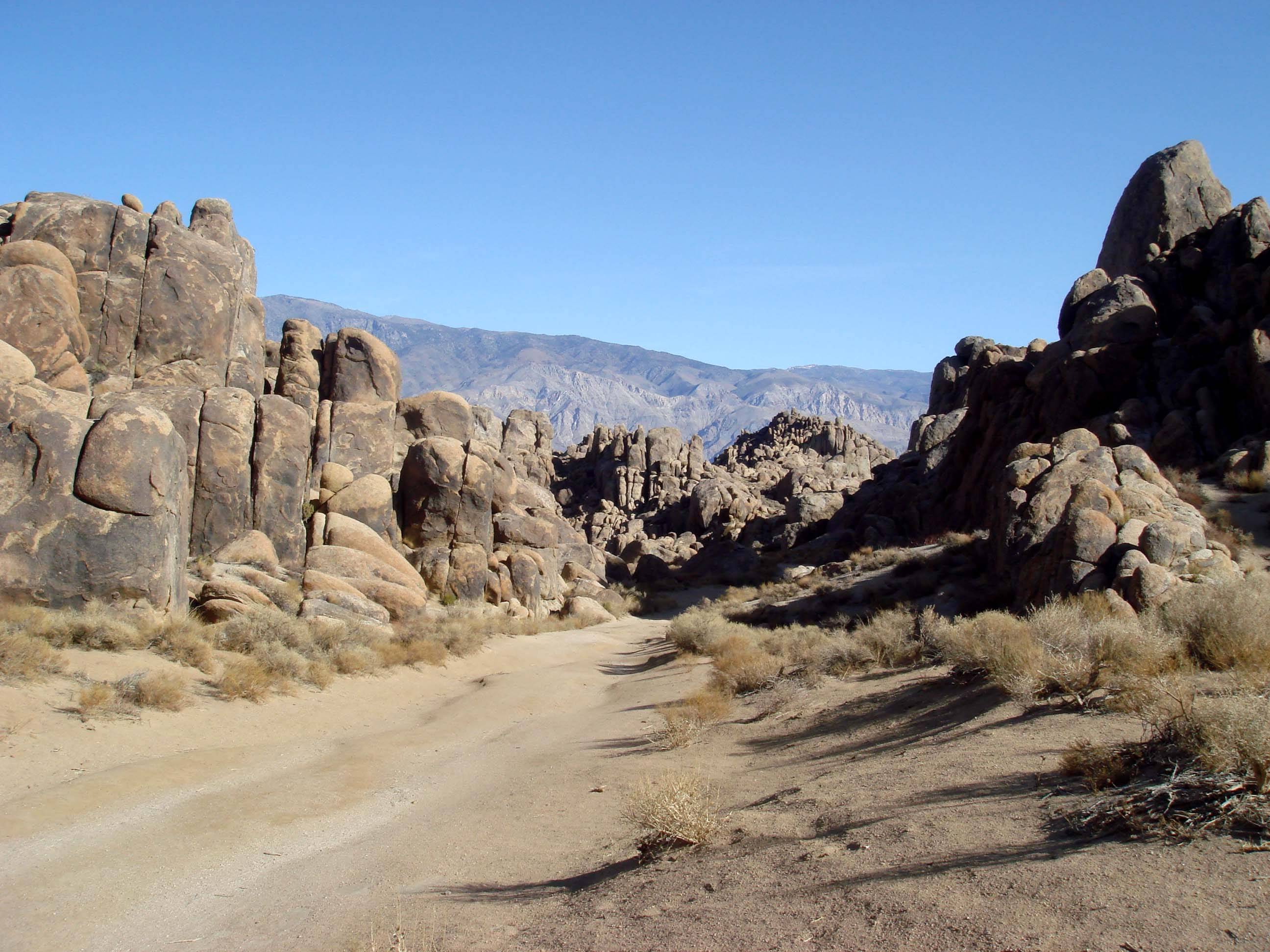
Alabama Hills.

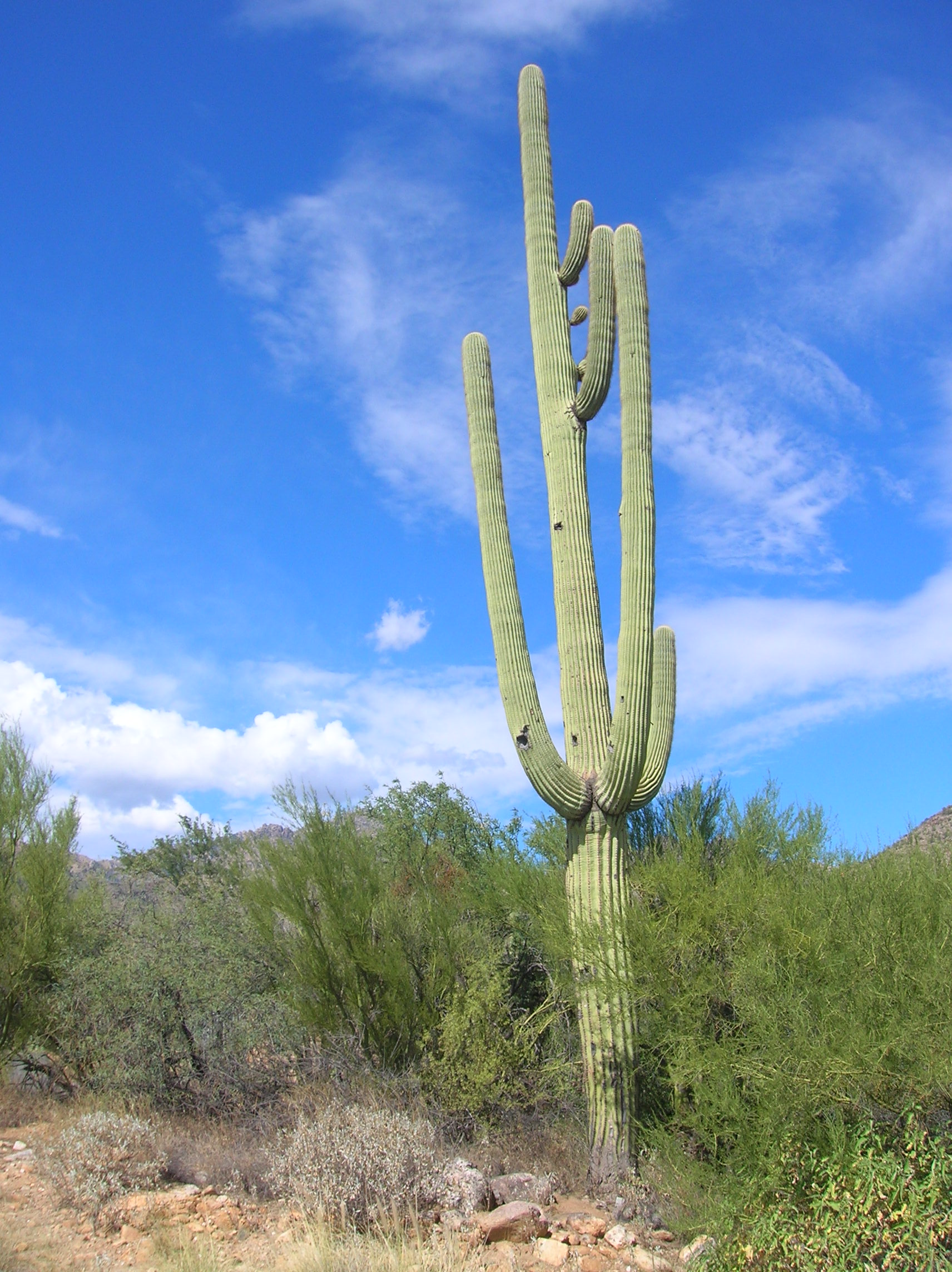
Le saguaro est le cactus devenu, à tort, le symbole des paysages des westerns.

Le lieu le plus symbolique du western est Monument Valley. Sa notoriété est due à la réputation de John Ford, qui y tourna une dizaine d'opus majeurs comme La Prisonnière du désert (1956). De même, de par la popularité de Sergio Leone, la présence de Monument Valley dans Il était une fois dans l'Ouest (1968) semble consacrer le lieu au rang d'emblème ultime du western, faisant le pont improbable entre classique et spaghetti.
Quantitativement, le lieu le plus important du western est sans conteste Alabama Hills, où des centaines de productions se sont succédé. À l'inverse de Monument Valley, Alabama Hills a surtout été le décor de séries B du style Sept hommes à abattre (1956). Tous les grands noms s'y sont illustrés, certains tellement souvent qu'ils sont aujourd'hui indissociables de l'endroit : Gene Autry, Roy Rogers, Hopalong Cassidy ou Tom Mix.
Ces deux sites majeurs ont en commun un aspect de sécheresse. Ils sont rejoints sur ce plan par les plaines désertiques d'Arizona ou du Nouveau-Mexique, dont le paroxysme est la vallée de la Mort. Ces décors arides symbolisent l'âpreté de la conquête de l'Ouest. L'infertilité des terres est l'un des éléments fondateurs du mythe : la difficile osmose entre l'homme et la nature.
À l'inverse, certains westerns mettent en scène des espaces de végétation luxuriante. Ils sont tournés dans des États plus au Nord, dans le Colorado (Le Survivant des monts lointains, 1957), l'Idaho (Le Grand Passage, 1940), l'Oregon (Seraphim Falls, 2006), le Dakota du Sud (La Dernière Chasse, 1956) et jusqu'au Canada (Open Range, 2003). Entre autres, Anthony Mann est réputé pour sa faculté à exploiter les paysages naturels. Il s'est illustré aussi bien dans la poussière du Nouveau-Mexique (L'Homme de la plaine, 1955) et de l'Arizona (Winchester '73, 1950) que dans les forêts du Colorado (L'Appât, 1953) et les montagnes canadiennes (Je suis un aventurier, 1954).
De nombreux westerns ont été filmés dans la région du parc national de Saguaro et aux alentours de la ville de Tucson. Parmi eux, Les Cloches de Sainte-Marie (1945), Winchester '73 (1950), Règlements de comptes à OK Corral (1957), la série Bonanza (1959), Rio Bravo (1959), La Conquête de l'Ouest (1962), El Dorado (1967), Rio Lobo (1970), Tombstone (1993), Wild Wild West (1998). Le saguaro, appelé aussi grand cactus candélabre, est une espèce endémique du désert de Sonora mais elle est devenue, à tort, le symbole des paysages du Grand Ouest américain et des westerns.
En ce qui concerne le western spaghetti, il est principalement filmé en Espagne dans la province d'Almería. Le désert de Tabernas compte parmi les lieux les plus secs d'Europe, ce qui en fait le substitut idéal des déserts arizoniens. Il est le théâtre des cinq westerns leoniens et aussi, par exemple, du Dernier Face à face (1967) et de la trilogie Sabata (1969-1971). Le western spaghetti de montagne existe aussi : Le Grand Silence fut tourné dans la neige des Pyrénées et des Dolomites.

### Ranchs de cinéma

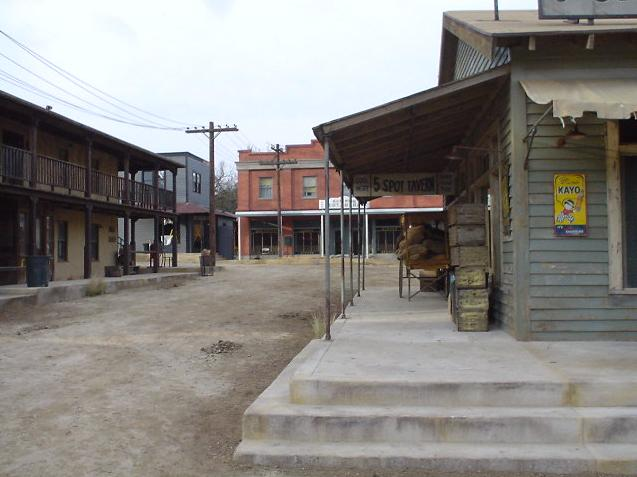
Le ranch de la Paramount

Pour se rendre sur les lieux sauvages du Nevada ou d'Arizona, les équipes de tournage basées à Hollywood devaient voyager plusieurs centaines de kilomètres. Ces déplacements étaient coûteux pour les producteurs et peu pratiques pour les travailleurs. Par conséquent, au début du XXe siècle, les majors préféraient louer ou acheter des terrains aux alentours de Los Angeles, dans les monts Santa Monica, à Canyon Country ou dans la vallée de San Fernando.
Ainsi, des ranchs se sont réorientés vers la réalisation cinématographique. Certains étaient des propriétés familiales, comme le ranch Iverson. Mais plusieurs grands studios possédaient leur propre ranch : la Paramount, RKO, etc. Durant la seconde moitié du XXe siècle, ils disparurent petit à petit en raison de l'étalement urbain.

## Thèmes

### Far West
Le système du western repose essentiellement sur la notion américaine de frontier, que le mot français frontière traduit imparfaitement. La ligne-frontière correspond à boundary, alors que la frontier est la limite de l'écoumène, marquée par l'esprit pionnier et une loi très relative. Le Far West (Ouest lointain) est considéré comme une terre aride, hostile, où la loi n'a pas encore réussi à s'imposer. Les immenses plaines occidentales ne sont pas sous la maîtrise des États-Unis.
Le concept de lieu où la loi est absente est essentiel au western. C'est directement de cette idée que découlent les constituants de l'Ouest. Le shérif ou le marshall est l'autorité policière élue par la population d'une ville. Il engage pour l'assister des assistants, seconds rôles récurrents dans les films. Dans le western spaghetti apparaît le chasseur de primes qui, contre rançon, ramène au shérif les fugitifs, morts ou vifs. Cette autorité est auto et donc mal organisée, d'où la naissance de la loi du meilleur tireur. Le manque de hiérarchie conduit à la corruption qui n'est remise en question que par la présence des marshals fédéraux, seuls représentants du gouvernement, souvent présentés comme rares et attendus pendant des jours.
Dans certains cas, l'absence de loi sert uniquement de décor, mais elle est très souvent centrale au film. L'Homme qui tua Liberty Valance (1962) raconte l'histoire d'un avocat venu de l'Est et découvrant un monde où ses convictions sont rejetées. Il représente l'Américain qui veut faire reculer la frontier avec l'ambition de civiliser l'Ouest. Plusieurs westerns s'attachent particulièrement à la genèse du Far West, à commencer par La Conquête de l'Ouest (1962) ou encore Le Cheval de fer (1924).
Il est intéressant de remarquer que ce concept de justice inexistante peut très bien se transposer à un autre pays. Par exemple, il existe aussi sur le territoire australien, où la situation était au XIXe siècle similaire à celles du Far West. Ainsi, ce pays convient tout aussi bien à l'action d'un western, comme le montrent Mr Quigley l'Australien (1990), Ned Kelly (2003) ou Australia (2008).

### Indiens

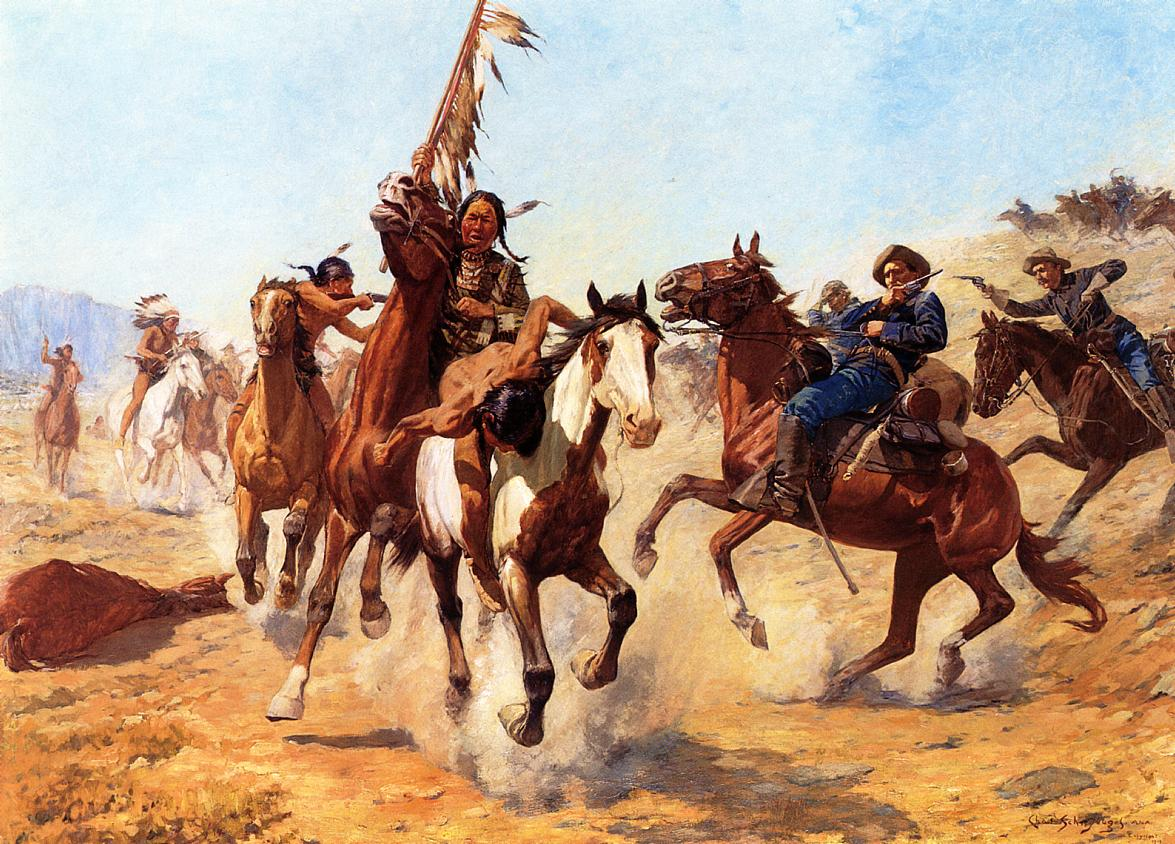
The Silenced War Whoop (1908), peinture de Charles Schreyvogel, mettant en scène une bataille entre des Indiens des Plaines et des soldats américains.

Au tout début du western muet (1900-1910), les Indiens sont les personnages centraux des scénarios et représentés comme des personnages stoïques et réfléchis. Les histoires se déroulent parfois au sein d'une tribu. Les relations avec les colons sont montrées sous un ton pacifique. En témoignent les sorties de 1911 Grey Cloud's Devotion, Silver Wing's Dream, Little Dove's Romance et A Squaw's Love.
Durant l'ère du western classique, l'Indien devient essentiellement le Peau-rouge cruel que le cow-boy doit massacrer pour assurer le bien-être de la société. Il est le plus souvent représenté comme un sauvage sanguinaire friand de scalps, représentation qui témoigne une culpabilité latente des Américains projetant sur cet autre leur propre « pulsion dominatrice et destructrice ». Dans cette perspective, les Indiens attaquent toujours les caravanes, les diligences ou parfois les convois militaires, mais sont toujours battus. Contrairement aux idées reçues colportées par ces films, ces raids sont rares, les tribus en guerre s'en prenant plutôt entre elles pour récupérer des terrains de chasse ou même de la viande, ou à l'armée. Autre idée reçue, le port régulier de larges coiffes à plumes alors qu'ils réservent ces parures à leurs grandes fêtes et à leurs cérémonies telles que le pow-wow. Mais ces coiffes et la façon de faire corps avec leur monture renforcent l'animalité de l'Indien. De telles images symbolisent la bonne conscience d'une Amérique civilisée, triomphante et sûre de son bon droit : La Piste des géants (1930) et La Charge fantastique (1941) de Raoul Walsh, Une aventure de Buffalo Bill (1936) et Pacific Express (1939) de Cecil B. DeMille, La Chevauchée fantastique (1939) et Sur la piste des Mohawks de John Ford, Géronimo le peau-rouge de Paul Sloan (1939), Arizona de Wesley Ruggles (1940), Le Grand Passage de King Vidor (1940), Les Pionniers de la Western Union de Fritz Lang (1942), La Rivière rouge (1948) de Howard Hawks en sont de parfaits exemples.
Certains[Qui ?] généralisent et considèrent à partir de cette vision simpliste et colonialiste que le western a toujours justifié le génocide du peuple indien. Il s'agit, pour partie, d'une idée reçue car, dès 1925 avec La Race qui meurt (The Vanishing American), de George B. Seitz, les Indiens sont montrés comme des victimes de la Conquête de l'Ouest. Il en est surtout ainsi en 1944 de Buffalo Bill réalisé par William Wellmann, biographie romancée vigoureusement antimilitariste du célèbre pionnier. Il y apparaît comme un pionnier écartelé entre les deux civilisations. À ce titre il clame devant les Blancs son amour pour les Indiens « qui se battent les mains nues avec la nature ». Ils sont à ses yeux bien supérieurs à ces « prétendus civilisés repus » que « n'importe quel gosse indien de dix ans battrait ». Pour la première fois aussi, quinze ans après la naissance du cinéma parlant, les Indiens en révolte contre les conquérants, destructeurs de leurs bisons, y prennent la parole : « C'est dur pour un guerrier d'entendre femme et enfants pleurer. Il est honteux de mourir de faim ; on peut mourir d'une plus belle mort ». »
Suivront, dans les années 1950, plusieurs westerns qui s'attachent à réhabiliter les Indiens ou montrer les difficultés d'« amours mixtes » : La Flèche brisée (1950), L'Aigle solitaire (1954) et La Dernière Caravane (1955) de Delmer Daves, La Porte du diable (1950), Du sang dans le désert (1957) et La Ruée vers l'Ouest d'Anthony Mann, Au-delà du Missouri (1951) à nouveau de William Wellman, La Captive aux yeux clairs de Howard Hawks, Au mépris des lois (1952) de George Sherman, Bronco Apache de Robert Aldrich (1954), La Lance brisée (1954) d'Edward Dmytryk, La Reine de la prairie (1954) d'Allan Dwan, La Rivière de nos amours (1955) d'André de Toth, Le Dernier Train de Gun Hill (1958) de John Sturges, Geronimo d'Arnold Laven (1963), Les Cheyennes (1964) de John Ford, La Charge de la huitième brigade (1964) de Raoul Walsh, Nevada Smith (1966) de Henry Hathaway, Chuka le redoutable (1967) de Gordon Douglas.
Tous ces westerns sont les précurseurs ou les concurrents de films qui s'avèrent progressivement de plus en plus engagés en faveur des Indiens, comme La Dernière chasse (1956) de Richard Brooks, Le Jugement des flèches (1957) de Samuel Fuller, Hombre (1966) de Martin Ritt, Les Chasseurs de scalps (1967) de Sydney Pollack, Custer, l'homme de l'Ouest (1968) de Robert Siodmak, Les 100 fusils de Tom Gries (1968), Willie Boy (1969) d'Abraham Polonsky, Un homme nommé cheval de Elliot Silverstein en 1969, Soldat bleu (1970) de Ralph Nelson, Little Big Man (1970) d'Arthur Penn, Buffalo Bill et les Indiens (1976) de Robert Altman, jusqu'à Danse avec les loups 1990 de Kevin Costner.
Plusieurs d'entre eux portent aussi la marque d'un panthéisme parfois naïf, mais souvent lyrique et inspiré : les films de William Wellman, Buffalo Bill et Au-delà du Missouri, qui est aussi un des éléments fondateurs du mythe, celui de la difficile osmose entre l'homme et la nature (La Captive aux yeux clairs, d'Howard Hawks, 1952).
Mais Jeremiah Johnson entend rompre avec cette image du bon sauvage et de la nature symbole de la liberté. Sydney Pollack déclara à la sortie de son film que celui-ci entendait montrer que les sociétés amérindiennes n'étaient pas moins contraignantes que les sociétés civilisées. D'où les conflits perpétuels qui opposaient le héros aux indigènes. Le film de John Ford Les Cheyennes a été critiqué par son image assimilationniste : la caméra filme avec tendresse l'institutrice blanche alphabétisant des enfants indiens. Fureur apache de Robert Aldrich qui semblait renvoyer dos à dos les crimes des blancs et ceux des Indiens (mais montrait ces derniers à la fin sous un aspect héroïque assaillant et tuant tous leurs poursuivants, dont le héros blanc interprété par Burt Lancaster), a été critiqué à sa sortie en 1972. Même s'ils épargnaient les enfants les Apaches y apparaissaient sous un angle inutilement cruel, extrayant le cœur d'un soldat pour jouer avec, torturant un fermier avant de lui insérer à la bouche après sa mort la queue de son chien. Plus encore en est-il en 1960 de Le Vent de la plaine, que le réalisateur lui-même, John Huston, a renié. Par allusion sans doute à la très classique séquence finale, qui rompt avec la problématique interraciale du début, il expliqua qu'il voulait tourner un film contre le racisme et a réalisé au contraire « un banal film d'action ».
On ne doit pas par ailleurs croire que les années 1950-60 ne voient pas la continuation du western raciste envers les Indiens parfois par les mêmes réalisateurs de westerns pro-indiens : Le Jardin du diable d'Henry Hathaway (1954), Winchester '73 (1951) et Les Affameurs (1952) d'Anthony Mann, Zorro le diable noir (1951) de Fred C. Brannon, Les clairons sonnent la charge de Roy Rowland (1952), Le Sorcier du Rio Grande de Charles Warren (1953), Fort Bravo (1953), Coup de fouet en retour (1955) et le Trésor du pendu (1958) de John Sturges, La Brigade héroïque (1954) et Les Implacables de Raoul Walsh (1955), La poursuite dura sept jours de David Butler (1954), Rivière sans retour d'Otto Preminger (1955), Caravane vers le soleil de Russell Rouse (1957), Sur la piste des Comanches (1957) et Rio Conchos (1964) de Gordon Douglas, Cow-boy de Delmer Daves (1958), La Chevauchée de la vengeance de Budd Boetticher (1959), L'Aventurier du Rio Grande de Robert Parrish (1959), Comancheros de Michael Curtiz (1961), Tonnerre apache de Joseph Newman (1961), Le jour des Apaches de Jerry Thorpe (1968) ; autant de westerns qui perpétuent la tradition colonialiste. En 1957, le président de la république de Corée, Syngman Rhee, à l'occasion d'un hommage à Red Cloud, déclarait trouver « très déplorable que Hollywood nous envoie tant de westerns. En effet dans tous ces films on ne voit qu'Indiens peaux-rouges mordre la poussière, et leurs tribus à la fin du film décimées par les Blancs, au son des trompettes de cavalerie légère !… ».
Mais après 1961 ce type de film s'avère plus difficile à tourner. Car au fur et à mesure on s'informe des causalités et des réalités des guerres indiennes. Alors que les droits des Indiens « furent longtemps ignorés et violés avec cynisme » dans le courant des années 1970, le tournage d'« un western délibérément raciste » est devenu « pratiquement inconcevable ».
Peut-être par opposition à la vision américaine classique, les quelques westerns de l'Est, allemands ou russes entre autres, ont montré dans les années 1950 et 1960 les Indiens sous un meilleur jour, dans la série des Winnetou par exemple. Mais il en existe aussi qui les présentent sous un très mauvais jour en Europe occidentale : La Charge des tuniques rouges de Raymond Torrad (1965), La Bataille de San Sebastian d'Henri Verneuil (1967), Soleil rouge de Terence Young (1970). Pour autant dans la période 1965-1973, le nombre de westerns pro-indiens américains ne cessant d'augmenter, on verra un grand acteur qui n'en avait pourtant jamais tourné, refuser un oscar (Marlon Brando pour Le Parrain) pour protester contre la manière dont le cinéma a longtemps présenté les Indiens .
En 2018, dans Taqawan, Éric Plamondon écrit « Le problème des Amérindiens du Québec, et même de tout le Nord-Est de l'Amérique, c'est qu'ils n'ont jamais eu de chevaux. […] En expulsant les Indiens sans monture de l'écran, Hollywood les a chassés de notre imaginaire. »

### Cavalerie
Le cliché de la charge de la cavalerie, qui met en déroute les Indiens et sauve in extremis le convoi des pionniers, est issu des dime novels et des tableaux de Frederic Remington. Au cinéma, il apparaît dès 1913, avec The Battle at Elderbush Gulch, de D. W. Griffith. L'armée dans cette perspective apparaît comme étant l'outil privilégié de la Destinée manifeste, concept politique d'après lequel la mission de la République américaine est de conquérir et de s'implanter sur l'ensemble du territoire qui s'étend entre l'Atlantique et le Pacifique. Cette mission civilisatrice est par exemple mise en exergue dans les films de John Ford regroupés sous l'appellation de « cycle de la cavalerie » (Le Massacre de Fort Apache, 1948 ; La Charge héroïque, 1949 ; Rio Grande, 1950). Cette exaltation de la fonction pacificatrice de la cavalerie ne conduit pourtant pas nécessairement à présenter a contrario les Indiens comme des sauvages sanguinaires : dans Le Massacre de Fort Apache, Cochise est présenté comme un homme digne, combattant pour des motifs légitimes. Le réalisateur hésite. Dans le troisième volet, Rio Grande, les Apaches réendossent le rôle des méchants. Il récidive à nouveau en 1960 dans le Sergent Noir. John Ford y aborde — et c'est une première certes — le thème contemporain du racisme antinoir dont est victime un militaire de couleur, le sergent Rutledge, soupçonné de meurtre. Ce sergent est défendu devant le tribunal par un couple blanc ; la femme témoigne qu'il lui a sauvé la vie d'une attaque indienne et l'a toujours respectée et l'homme veille à ce que la couleur de peau ne soit pas prise en compte comme facteur à charge par le tribunal. Mais dans tout le film, les Apaches restent les méchants que Blancs et Noirs combattent sans état d'âme. Entre-temps, en 1955, dans La Charge des tuniques bleues, Anthony Mann dénonce la mégalomanie d'un commandant désireux d'en découdre avec les Sioux — guère plus sympathiques que le général — et d'envoyer tous ses hommes à la mort. On y a perçu un écho de la guerre de Corée : sans doute le général MacArthur qui en octobre 1950 voulait de manière insensée attaquer la Chine au risque de provoquer une troisième guerre mondiale.
D'une manière générale à partir des années 1950, la vision positive de la cavalerie est remise en question, avec des films comme La Flèche brisée (Delmer Daves, 1950) ou La Prisonnière du désert (John Ford, 1956). Dans ce dernier film sont montrés des massacres perpétrés par la cavalerie (massacres auxquels le spectateur n'est pas invité à adhérer, contrairement à celui qui était présenté dans Le Grand Passage de King Vidor en 1940). Mais c'est surtout à partir de la fin des années 1960, que la cavalerie est présentée sous un jour tout à fait défavorable, avec des films comme Soldat bleu (Ralph Nelson, 1970), qui évoque irrésistiblement l'engagement américain au Viêt Nam ou Little Big Man (Arthur Penn, 1970) : un monde de brutes sanguinaires qui massacrent, scalpent et violent femmes, enfants et vieillards indiens.
La guerre de sécession a fait également l'objet d'une nouvelle analyse ; ce des deux côtés. En 1959, dans Les Cavaliers John Ford critique la guerre et ses horreurs du côté nordiste. En 1968 William Hale la critique du côté sudiste de manière d'autant plus remarquable que, hormis John Ford, Hollywood avait toujours manifesté sa sympathie pour les grands vaincus de la guerre civile et présenté négativement le Nord, ignorant toujours la question de l'esclavage. Au contraire, en 1968 dans La Brigade des cow-boys sept jeunes sudistes sont engagés de force dans un conflit très meurtrier dont ils ne comprennent pas la finalité prétendument libératrice ; ils découvrent au contraire la laideur du système d'asservissement d'une partie du genre humain par un autre. Comme dans Soldat bleu et Little Big Man, l'auteur fait un parallèle avec la guerre du Vietnam, pour laquelle explique-t-il à la sortie du film, personne n'est parvenu à donner aux jeunes recrues d'explication valable. Enfin, en 1972, dans Buck et son complice, Sidney Poitier, qui passe pour la première fois derrière la caméra, met en scène des Noirs fuyant vers l'ouest l'esclavagisme de soldats sudistes décidés à les reprendre morts ou vifs.

### Chemin de fer
La thématique du chemin de fer apparaît dès 1903 dans le western, avec le film qui est généralement considéré comme le premier du genre : Le Vol du grand rapide raconte en effet l'attaque d'un train par une bande de bandits. Depuis lors, le train n'a jamais cessé d'être présent dans les westerns. Sa fonction première est d'introduire dans le film une sorte de deus ex machina qui, à la différence de celui du théâtre classique, ne vient pas nécessairement pour apporter un dénouement heureux. Ainsi, dans Le train sifflera trois fois (Fred Zinnemann, 1952), c'est par le train que doit arriver le redouté Frank Miller. À l'inverse, dans 3 h 10 pour Yuma (Delmer Daves, 1957), l'essentiel de l'action est concentrée sur l'attente du train qui devra emporter le bandit Dan Wane pour le livrer à la justice.
Plus fondamentalement, dans le western, le train symbolise le plus souvent l'irruption de la modernité dans le monde sauvage du Far-West. Duel au soleil (King Vidor, 1946) raconte ainsi l'affrontement entre des grands propriétaires texans conservateurs et le progrès symbolisé par l'arrivée du chemin de fer. En revanche, c'est une vision beaucoup plus sombre de son rôle civilisateur que proposent des films comme La Porte du paradis (Michael Cimino, 1980), dans lequel le train convoie les mercenaires chargés de massacrer les immigrants, ou encore Il était une fois dans l'Ouest (Sergio Leone, 1968), où la construction du chemin de fer s'accompagne de l'assassinat du fermier McBain, dont la ferme est située sur le tracé de la future voie ferroviaire.
Cette ambivalence du rôle du chemin de fer dans le western tient notamment au fait que le développement ferroviaire a joué un rôle déterminant dans l'abolition de la Frontier, qui signe la fin du vieil Ouest et de son mode de vie. Ainsi, l'apparition du chemin de fer dans le western est-il souvent le signe annonciateur de la fin de l'époque qui sert de cadre à la plupart des westerns. Le Cheval de fer (John Ford, 1924) et dans Pacific Express (Cecil B. DeMille, 1939) racontent tous deux la construction de la première ligne ferroviaire qui relie l'Est à l'Ouest des États-Unis, achevée dès 1869. De manière plus allégorique, Les Conquérants (Michael Curtiz, 1939), montre dans sa scène d'ouverture la course entre un train et une diligence opposition que l'on retrouve également dans L'Homme qui tua Liberty Valance (John Ford, 1961), où elle symbolise l'opposition entre le passé et le présent.

### Femmes
Les femmes furent longtemps dédaignées et cantonnées dans deux types romanesques « la prostituée au grand cœur et la jeune fille parangon des vertus domestiques ». Dans les années 1950 le western se féminise et la représentation des femmes évolue en même temps que celle de l'Indien : femme pionnier, dans Convoi de femmes de William Wellman, femme concessionnaire pendant la ruée vers l'or dans La Colline des potences de Delmer Daves, femme chef de bande dans Quarante tueurs de Samuel Fuller, cheffe de ranch dans L'Ange des Maudits de Fritz Lang, et dans L'Homme qui n'a pas d'étoile de King Vidor, deux femmes d'autorité, que sont la propriétaire d'un magasin général et la cheffe d'un ranch dans L'Homme de la plaine ou une femme d'affaires  dans Les Furies d'Anthony Mann et enfin tenancière de tripot dans Johnny Guitar de Nicholas Ray. Ce dernier film nous montre même une lutte entre une bonne et une mauvaise femme, Vienna contre Emma, qui se termine par un gunfight des plus classiques entre les deux protagonistes féminins. Le film d'Allan Dwan La femme qui faillit être lynchée montre également deux femmes s'opposer, dont l'une souhaite reprendre le saloon de son frère assassiné. Dans un extrait du film pro-indien La Reine de la prairie du même Allan Dwan, la question raciale est traitée au féminin. Ainsi des femmes blanches racistes y sont traitées d'« idiotes » par l'héroïne une autre femme blanche, amie d'un chef indien. Par ailleurs un autre western pro-indien, la Porte du Diable d'Anthony Mann, montre une avocate, tout à la fois défenseur et femme amoureuse d'un Indien auquel la loi refuse l'égalité des droits, malgré ses hauts faits militaires durant la guerre de Sécession. Ce sont les deux seuls personnages sympathiques du film. Par ailleurs La Reine de la prairie et La Porte du Diable sont les seuls westerns des années 1950 à montrer une relation interraciale entre une femme blanche et un Indien vivant, les autres privilégiant les amours entre le Blanc et l'Indienne. Car en 1957 Du sang dans le désert du même Anthony Mann fait ressortir, dans une ville gangrénée par le racisme, l'existence d'une femme blanche veuve d'un Indien ; lequel doit la mort à la tristement célèbre formule du général Sherman : « le seul bon Indien est un Indien mort ». Toutefois en 1948 William Wellan, qui avait ouvert la voie à l'anti-western pendant la Seconde Guerre mondiale avec L'Étrange Incident et Bufallo Bill, tourne La Ville abandonnée où Gregory Peck partage la vedette avec Anne Baxter, jeune fille qui vit avec son grand-père chez les Apaches.
En 1950, dans son second western, Les Furies,  Anthony Mann met en tête d'affiche une femme interprétée par Barbara Stanwyck. Il s'agit d'un drame familial assez complexe où, face à son père et à sa belle-mère, l'héroïne montre un caractère très emporté bien éloigné de la prostituée au grand cœur ou de la mièvre femme au foyer. Dans Le train sifflera trois fois de Fred Zinnemann, la femme quaker du shérif Will Kane, Amy Foller Kane, fait violence à ses principes et l'aide à affronter les quatre malfrats qui voulaient sa peau et en tue un. Elle agit ainsi sur le conseil d'une autre femme, l'ancienne maîtresse, Hélène Ramirez, femme d'affaires mexicaine, propriétaire d'un saloon. Et dans Le Dernier Train de Gun Hill de John Sturges, une femme, Linda/Carolyn Jones, aide courageusement le héros/sheriff Kirk Douglas à affronter le notable/Anthony Quinn dont le fils doit être jugé pour viol et meurtre.

## Influences
Ces idées de loi absente, constitutives du western, ont souvent été réutilisées par ailleurs au cinéma, comme dans le film policier (Assaut de John Carpenter est le remake de Rio Bravo d'Howard Hawks), ou de science-fiction (Outland reprend la trame du Train sifflera trois fois), soit carrément à l'échelle d'une série telle que Star Trek.
Le western est empreint du contexte national américain. De 1934 à 1966, le code Hays proscrit l'atteinte aux valeurs morales. De ce fait, malgré le fond violent inhérent au genre, un strict minimum transparait à l'écran. L'influence a aussi été politique, durant la Seconde Guerre mondiale par exemple, où le caractère généreux protecteur de l'armée est d'autant plus mis en exergue. Quelques années plus tard, le maccarthysme entrave à son tour la liberté d'expression, et contrarie la subjectivité nécessaire à la production cinématographique.
Beaucoup de westerns après les années 1950 furent influencés par les films de samouraïs d'Akira Kurosawa. Les Sept Mercenaires (1960) est un remake des Sept Samouraïs (1954) et Pour une poignée de dollars (1965) un remake du Garde du corps (1961). Réciproquement, Kurosawa était lui-même influencé par le genre western, en particulier par John Ford.
Malgré la guerre froide, le western a eu une forte influence sur le cinéma de l'Est, tel qu'en attestent les films soviétiques Le Soleil blanc du désert (1970) et L'Homme du boulevard des Capucines (1987). Le genre russe prend deux formes : soit un western typique mais tourné dans l'Est, soit un film d'action impliquant la révolution russe ou la guerre civile russe dans lequel les Turcs jouent le rôle des Mexicains du western traditionnel.
Le western s'est souvent marié avec les autres genres du cinéma (voir Influences). Parfois, il les a simplement influencés. C'est le cas du film de science-fiction post apocalyptique faisant intervenir une reconstruction de la société calquée sur la colonisation de l'Ouest. Par exemple The Postman (1997), la série Mad Max (1979, 1981, 1985) ou la série de jeux vidéo Fallout. Beaucoup d'éléments des films de voyage spatial sont empruntés au western. C'est surtout le cas pour les films de colonisation de l'espace. Outland...loin de la terre (1981) transfère le scénario du Train sifflera trois fois (1952) à l'espace interstellaire. De même, Gene Roddenberry, créateur de Star Trek, a décrit sa vision de la série comme « a wagon train to the stars » (un convoi vers les étoiles). En 1980, Les mercenaires de l'espace reprend le scénario des sept mercenaires ainsi d'ailleurs qu'un des acteurs du très célèbre western, Robert Vaughn.
Plus récemment, la série de space opera Firefly (2002) utilise un point de vue explicitement western pour représenter la frontière des mondes. Les anime comme Cowboy Bebop (1998), Trigun (1998) et Outlaw Star (1998) sont des mélanges similaires de science-fiction et de western. En fait, le western de science-fiction peut être vu comme une sous-genre de western ou de science-fiction. Les éléments du western se retrouvent aussi dans des films appartenant à d'autres genres. Par exemple, De l'or pour les braves (1970) est un film de guerre dans lequel l'action et les personnages sont semblables à ceux du western. Le film britannique Zoulou (1964) qui se déroule durant la Guerre anglo-zouloue a parfois été comparé à un western, bien qu'il se passe en Afrique du Sud.
Le personnage joué par Humphrey Bogart dans les films noirs comme Casablanca (1942) ou Le Port de l'angoisse (1944) — un individu mu uniquement par son sens de l'honneur — a beaucoup en commun avec le héros de western classique. À son tour, le western a aussi utilisé des éléments du film noir, citons le film Sugar Creek (en) (2007).
Dans beaucoup des livres de Robert A. Heinlein, le peuplement d'autres planètes est dépeint d'une manière directement calquée sur la colonisation américaine de l'Ouest. Par exemple, dans Destination Outreterres (en) (1955), les colons vont sur la planète « New Cannan » via un téléporteur interstellaire à travers la galaxie dans des calèches. Leur capitaine arbore une moustache et une barbiche, et chevauche un Palomino. Heinlein explique cela par le fait que les colons auront besoin de survivre par leurs propres moyens pendant des années, d'où la présence de chevaux, plus pratiques que des machines.
La Tour sombre de Stephen King est une série de romans qui mélange des thèmes western, high fantasy, science-fiction et d'horreur. Le protagoniste Roland de Gilead est un as de la gâchette dont l'image et la personnalité sont largement inspirés par l'Homme sans Nom des films de Sergio Leone. De plus, le super-héros de fantasy a été décrit comme dérivant du héros cow-boy, rendu tout-puissant et dans un environnement essentiellement urbain. Le western a été parodié à de nombreuses reprises, des exemples célèbres étant Ne tirez pas sur le shérif (1969), Cat Ballou (1965), Le shérif est en prison (1974) et Rustlers' Rhapsody (1985).
Les films de la saga Star Wars utilisent beaucoup d'éléments des westerns. George Lucas dit qu'il voulait revitaliser la mythologie cinématographique, que le western détenait jadis. Les Jedi, dont le nom est issu de Jidaigeki, sont calqués sur les samouraïs, montrant l'influence de Kurosawa. Le personnage Han Solo est vêtu comme un as de la gâchette et la Cantina de Mos Eisley est fort semblable à un saloon de l'Ouest.

## Le western dans les autres arts

### LeXIXesiècle: les sources du western

#### Littérature
Bien avant l'invention du cinéma, des œuvres littéraires témoignent d’un imaginaire de l’Ouest, monde fantasmé même avant d'être conquis.
Aux États-Unis, l'écrivain James Fenimore Cooper publie de 1823 à 1827 le cycle en cinq épisodes des Histoires de Bas-de-Cuir, composé des Pionniers (en), du Dernier des Mohicans, de La Prairie, du Le Chasseur de daims, et du Le Lac Ontario. Ces romans dont l'action se déroule au XVIIIe siècle présentent un Ouest aux paysages magnifiés et introduisent les Indiens d'Amérique, personnages qui deviendront récurrents dans le western américain.

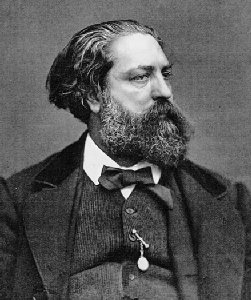
Gustave Aimard

De nombreux récits de voyage tels que ceux de l'historien Francis Parkman ou de l'écrivain Washington Irving sont lus avidement dans les villes de l'Est et participent, en raison de leur exotisme exacerbé, à la folklorisation de l'Ouest. De même, les romans de gare et autres pulp magazines se présentent comme autant d'invitations à conquérir cette terre sauvage.
De qualité certes variable, toutes ces représentations littéraires d'un Ouest sauvage idéalisé et transformé en Terre Promise où chacun est libre de repartir de zéro ont joué un rôle quasi-publicitaire pour l'immigration vers les nouvelles terres conquises.
L'Europe connaît également une vague d'intérêt du public pour la littérature de l’Ouest américain. En France, des écrivains tels que Gustave Aimard, qui voyagea en Amérique du Nord, épousa une Comanche et fut même chercheur d'or et trappeur, ont également popularisé les mythes de l'Ouest américain, notamment en exaltant les religions et les coutumes indiennes. En Allemagne, Karl May et son personnage fétiche, l'Apache Winnetou, furent extrêmement célèbres à la fin du XIXe siècle, à tel point que ses œuvres se vendirent dans toute l'Europe.
Au XXe siècle, la littérature de l’Ouest américain a été concurrencée par sa forme cinématographique, ce qui a diminué l'intérêt du public pour ce genre, sans pour autant empêcher certains auteurs de l'aborder. Le plus souvent, ces romans reproduisent l'atmosphère de l'Ouest américain, comme ceux de Pierre Pelot, ou y intègrent des personnages issus du patrimoine du western, comme la saga romanesque La Tour sombre de Stephen King.

#### Arts picturaux

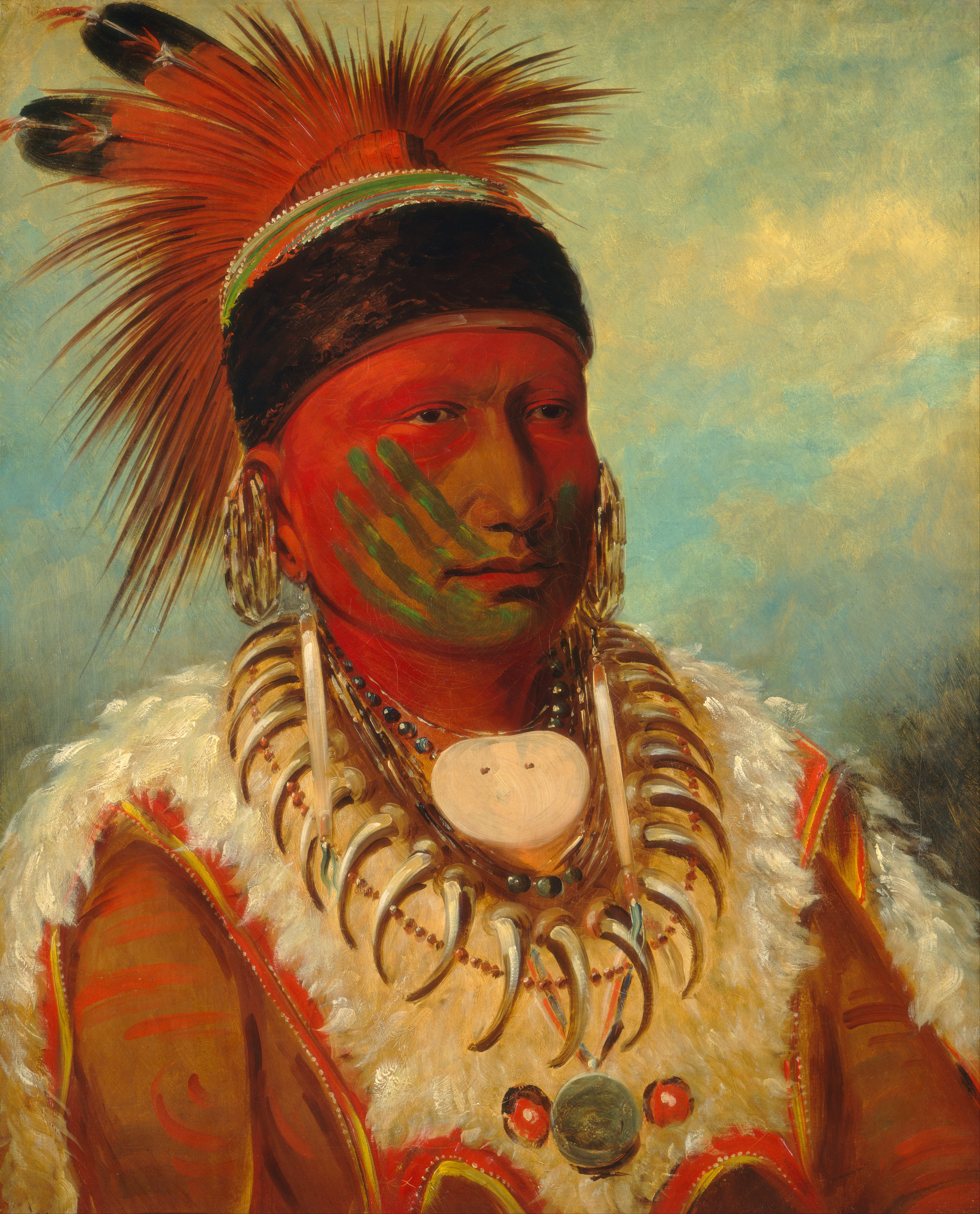
Nuage Blanc, chef des Iowas, peint par George Catlin.

Aux côtés de ces récits pittoresques et empreints d'exotisme, la peinture, la gravure et l'illustration prenant pour sujet l'Ouest américain contribuent également à dépeindre celui-ci comme une nature « d'avant le temps », une sorte de jardin d’Éden.
Par conséquent, elles participent tout comme la littérature à encourager les habitants de la côte est à se faire pionniers et à conquérir de nouvelles terres. Mais certains peintres comme George Catlin ou Alfred Jacob Miller, conscients des effets que pourrait avoir l'avancée des pionniers sur les cultures et les mythologies amérindiennes, par lesquelles ils sont fascinés, entreprennent un véritable travail ethnographique et reproduisent fidèlement coiffes, costumes, chapeaux, maquillages et autres scènes de la vie quotidienne.
À la fin du XIXe siècle, le peintre Charles Marion Russell, surnommé « l'Indien blanc » car il vécut parmi les Indiens puis fut cowboy dans le Montana, s'attache à dépeindre les moindres détails de la vie dans l'Ouest : c'est ainsi qu'il effectue le célèbre dessin d'un cowboy se roulant une cigarette et alimentera de nombreuses campagnes publicitaires. Son travail revêt des exigences documentaires, et c'est pourquoi certains évoquent à son sujet « une précision maniaque, archéologique ».

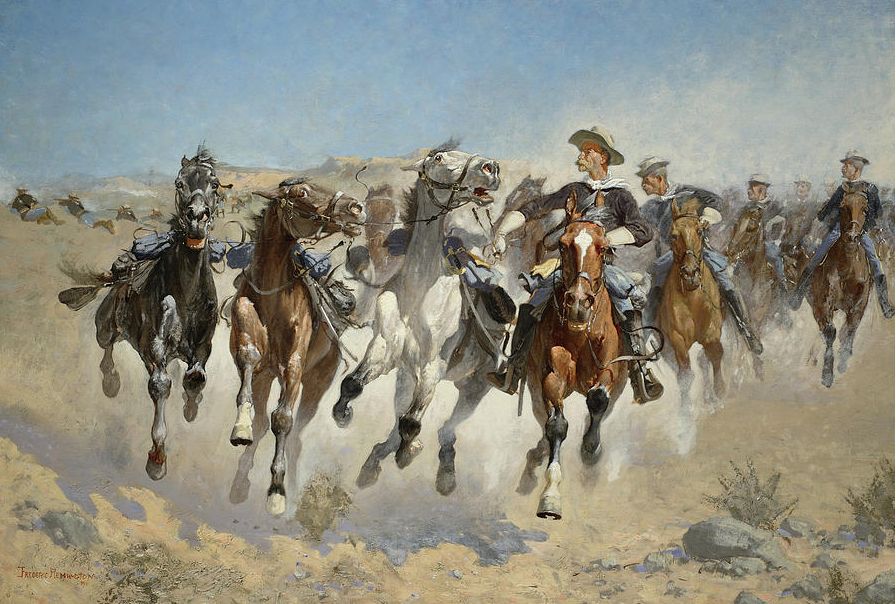
Chevaux au galop par Frederic Remington.

Malgré cette fidélité dans la reconstitution de l'Ouest américain, beaucoup de ces peintres se sont limités à des images idylliques et idéalisées de ce nouveau territoire. C'est Frederic Remington qui le premier annonce véritablement le cinéma : ses toiles sont de véritables scènes d'action marquées par un dynamisme et une énergie qui ont inspiré bon nombre de cinéastes, dont John Ford qui avoua avoir tenté, en réalisant La Charge héroïque, de reproduire « sa couleur et son mouvement ».
Les arts picturaux, au même titre que la littérature, contribuent à promouvoir la conquête de l'Ouest mais ont un but ethnographique plus évident: plus qu'aucune autre forme de représentation, ce sont eux les plus aptes à témoigner de la diversité de civilisations menacées. Ils ont aussi formé des paysages, des héros et des images qui s'offrent au cinéma naissant, et constituent, selon le mot de Jean-Louis Leutrat, « un Ouest déjà synthétique ».

### XXeetXXIesiècles: le western revisité

#### Musique
Giacomo Puccini a composé un opéra-western : La fanciulla del West.
De très grands musiciens[Lesquels ?] ont écrit pour le western, voire ont inventé le son du western, comme le rappelle Alexandre Tylski dans son documentaire Il était une fois les génériques de westerns (Blow Up, Arte, 2014, 6 min).

#### Bandes dessinées
Il existe aussi de nombreuses bandes dessinées dont l'action se situe à la même époque et qui peuvent donc se rapporter au genre western. Nombre d'entre elles font référence ou s'inspirent directement de films qui leur sont antérieurs :
- la série Lucky Luke, par Morris. Conçue comme une parodie, elle caricature à l'extrême certains films ou personnages. Ainsi, le Juge Roy Bean est déjà présent dans Le Cavalier du désert (The Westerner) de William Wyler (1940) où l'on voit d'ailleurs du whisky versé maladroitement dissoudre le métal d'un bar (gag fréquent chez Morris). En remontant le Mississipi s'inspire du film de John Ford Steamboat Round the Bend (1935), tout comme Des barbelés sur la prairie prolonge la trame de L'Homme qui n'a pas d'étoile (Man without a star) de King Vidor (1954) ; Dalton City reprend l'idée d'une ville tenue par des hors-la-loi pour des hors-la-loi présente dans Kansas en feu de Ray Enright (1950). Dans la Diligence, qui emprunte beaucoup à La Chevauchée fantastique de John Ford[97], le prêcheur dissimulant des revolvers dans sa bible doit beaucoup au Robert Mitchum de Cinq Cartes à abattre (5 Card Stud) d'Henry Hathaway(1968). La reprise la plus célèbre est celle de Phil Defer où le tueur incarné par Jack Palance dans L'Homme des vallées perdues est presque plus ressemblant que l'original et Chasseur de primes met en scène Lee Van Cleef alias Elliot Belt avec un clin d'œil au personnage de Clint Eastwood dans Le Bon, la Brute et le Truand. La Fiancée de Lucky Luke est largement inspirée du chef-d'œuvre de William Wellman, Convoi de femmes. L'album Les Dalton à la noce reprend la trame du film Le train sifflera trois fois. À l'inverse, Les Affameurs (Bend of the River) d'Anthony Mann a apparemment servi d'inspiration pour nombre de situations : le convoi de colons, le bateau à aube, le saloon avec son entraîneuse et ses tricheurs, etc.

- la série Mac Coy par Antonio Hernández Palacios et Jean-Pierre Gourmelen ;
- la série Comanche, par Hermann et Greg ;
- la série Buddy Longway, par Derib, qui affiche une évidente parenté avec Jeremiah Johnson ;
- le tome 1 de la série Lapinot, Blacktown, par Lewis Trondheim ;
- la série Blueberry, par Jean-Michel Charlier et Jean Giraud. Dès le début de la série, l'inspiration du western hollywoodien est visible, du personnage de Quanah qui ressemble fort à L'Aigle solitaire (Drumbeat) incarné par Charles Bronson dans le film de Delmer Daves (1954) jusqu'aux scénarios de Rio Bravo et de La Poursuite infernale qui, habilement mêlés, sous-tendent l'Homme à l'étoile d'argent. La série consacrée au cheval de fer s'inspire de Seul contre tous (en) de Jesse Hibbs (Rails into Laramie, 1954), tandis que celle qui culmine avec Ballade pour un cercueil compile des influences aussi diverses que John Sturges (Le Trésor du pendu - The Law and Jack Wade, 1958), Sam Peckinpah (Major Dundee, La Horde sauvage) et… le western spaghetti ;
- la série Jerry Spring dessinée par Jijé ;
- la série Bouncer, par Alejandro Jodorowsky et François Boucq ;
- la série Hiram Lowatt & Placido, par Christophe Blain et David B. ;
- Les Tuniques bleues, par Lambil et Raoul Cauvin ;
- Chinaman, par Serge Le Tendre et Olivier Taduc ;
- les séries Sergent Kirk et Fort Wheeling, d'Hugo Pratt ;
- la série Jonathan Cartland de Laurence Harlé et Michel Blanc-Dumont ;
- la série Gus de Christophe Blain ;
- la série Lincoln de Olivier, Jérôme et Anne-Claire Jouvray ;
- la série Durango, de Yves Swolfs et Thierry Girod, énormément influencé par le Western spaghetti ;
- la série Wanted, de Simon Rocca et Thierry Girod ;
- la série Kochka par Brrémaud et Bruno Duhamel ;
- la série Tex par Gianluigi Bonelli et Aurelio Galleppini (Italie, 1948) ;
- le manga Sky Hawk de Jirō Taniguchi ;
- le manga Peacemaker de Ryōji Minagawa ;
- le manga Green blood de Masasumi Kakizaki.
- la série Undertaker de Xavier Dorison et Ralph Meyer

#### Séries télévisées
Dans le sillage des westerns B et grâce à la démocratisation de la télévision due à l'augmentation du niveau de vie aux États-Unis après la Seconde Guerre mondiale, le western est abordé par des réalisateurs travaillant pour la télévision.
Ainsi, dès les années 1950 sont produites des séries telles que Rintintin qui durera de 1954 à 1959, ou encore Gunsmoke, la plus grande réussite en matière de série télévisée western puisqu'elle fut produite pendant vingt ans, de 1955 à 1975. Nécessitant de nombreux acteurs et figurants, elles furent un tremplin pour beaucoup de jeunes acteurs : Clint Eastwood débuta dans la série Rawhide et Steve Mc Queen dans Au nom de la loi (Wanted: Dead or Alive).
Les années 1960 et 1970 marquent l'apogée de la série télévisée western, qui connait désormais le succès en Europe : le western est à la mode — essentiellement en France, Italie et RDA — grâce au renouveau insufflé par le western spaghetti et de plus, le nombre de téléviseurs a considérablement augmenté en raison de l'amélioration du niveau de vie durant les Trente Glorieuses. Bonanza, diffusée de 1959 à 1973, mais surtout Les Mystères de l'Ouest (The Wild Wild West), malgré seulement 104 épisodes en quatre ans d'existence, achèvent alors de populariser la série télévisée western et connaîtront même par la suite une sortie en DVD,, gage de leur passage à la postériorité.
Le western disparaît peu à peu de la télévision, même si quelques séries telles que Deadwood, qui mêle fiction et histoire dans l'Amérique d'après la guerre de Sécession, apparaissent comme des tentatives notables de retour du genre. En 2015, une chaîne de télévision française du bouquet OCS diffuse la première série western française, la comédie Templeton.
Au total, on dénombre pas moins d'une centaine de séries western, qui prolongent l'imaginaire créé par le western au cinéma sur une durée narrative plus importante mais ne présentent pas de distinction majeure : on y retrouve les personnages récurrents, les clichés et les paysages de l'Ouest américain, dans des épisodes figurant le plus souvent le combat des shérifs contre les hors-la-loi ou des scènes de la vie rurale. Il faut toutefois relever les grandes fresques télévisées telles que La Conquête de l'Ouest (1976) et Colorado (1978) qui prolongent les thèmes de réflexion polémique abordés dans les westerns cinématographiques. Les guerres indiennes y sont, elles, largement présentes. Dans le premier on notera la présence de l'aristocratie russe tsariste seulement évoquée en 1944 dans Bufallo Bill de William Wellmann. Le second surtout Colorado comme Soldat bleu reconstitue dans un épisode le massacre de Sand-Creek et se penche sur la personnalité de son responsable religieux le colonel Chivington (appelé ici Skimerhorn). Il réapparaîtra, cette fois-ci sous son vrai nom, dans une autre série plus connue Docteur Quinn, femme médecin.

#### Jeux de société
Un univers graphique à souhait comme le western, avec son champ lexical et son iconographie très connue, ne pouvait manquer d'inspirer des auteurs et des éditeurs de jeux de société. En voici quelques exemples :
- Les Pionniers du rail, Paris, 1972 ;
- Bang! (Emiliano Sciarra - 2002) ;
- Pony Express (Funforge - 2009) et (Abacusspiele - 1991) ;
- Dice Town (de)[103] (Matagot - 2009) ;
- Adios Amigos (Pegasus Spiele - 2009) ;
- Western[104] (CielBox Éditions - 2010) ;
- Far West Loco (Facabo - 2006) ;
- Carson City (Quined White Goblin Games - 2009) ;
- Deadwood jeu de plateau de Loïc Lamy (Edge - 2011) ;
- Colt Express (Ludonaute - 2014).

#### Jeux vidéo
À partir des années 1980, le western se fait de plus en plus rare au cinéma mais l'imaginaire de l'Ouest américain qu'il a façonné trouve écho en l'avènement des premiers jeux vidéo, qui s'inspirent désormais de l'atmosphère voire de l'histoire du Far West.
Le plus souvent, ces jeux prennent la forme de jeux de tir traditionnels mais dont l'action est située dans un décor typique de l'Ouest. Dès 1985, Gun.Smoke sort sur bornes d'arcade puis NES et se présente comme un jeu de type run and gun qui recense la majorité des codes du western américain classique et crépusculaire. Sunset Riders, en 1991, sort également sur bornes d'arcade et reprend l'atmosphère du western mais y inclut une dimension parodique et humoristique.

Le logo de Call of Juarez

Ce premier rapprochement du jeu vidéo avec le western spaghetti entraîna la création de jeux vidéo western qui s'éloignent de plus en plus du western américain classique et incluent de l'humour, mais aussi parfois de la violence explicite, comme Outlaws.
Dans les années 2000, l'amélioration des technologies de jeu permet un rendu graphique meilleur et le développement de jeux plus complets, ne se limitant plus exclusivement à du tir dans un décor western. Desperados, Gun, Call of Juarez ou encore Red Dead Revolver sont autant de jeux à succès qui retranscrivent fidèlement l'atmosphère véhiculée par les westerns et présentent un scénario fourni, parfois inspiré de la vie de légendes de l'Ouest.
La suite de ce dernier, intitulée Red Dead Redemption et sortie en 2010, est basée sur le modèle de Grand Theft Auto et présente un grand monde ouvert qui permet de visiter plusieurs états américains ainsi qu'une province frontalière mexicaine, pendant la révolution de 1910. Le jeu fut un franc succès critique. Red Dead Redemption 2 étant une préquel de Red Dead Redemption montre un western encore plus profond, l'époque ce passant en 1899, soit 12 ans avant le 1er du nom.
Lead & Gold: Gangs of the Wild West est, quant à lui, un jeu vidéo uniquement multijoueur qui permet de mettre le joueur au sein d'une guerre de gang. Six-Guns de Gameloft est également un jeu s'inspirant du Far West américain et mettant en scène des paysages variés, de l'Oregon à l'Arizona, selon le modèle du western américain.